# Michael Hammer (Musiker)
Michael Hammer (* 9. August 1982 in Aarau) ist ein Schweizer Schlagzeuger, Komponist und Pianist.

## Leben und Wirken
Michael Hammer  erhielt schon früh Schlagzeug- und Klavierunterricht.
Während seiner Kantonsschulzeit erhielt er von Marco Käppeli und Klavierunterricht von Thomas Steiner und war Mitglied der Jazz Bigbands von Fritz Renold und Rolf Bürli. 2005 nahm er seine erste CD „One“ mit Jazzstandards und Eigenkompositionen auf.
2005 begann Hammer ein Studium an der Hochschule Luzern Musik und schloss 2011 mit einem Masterdiplom ab. 2006 entstand die zweite CD „Boom2Boom“ mit Funk-Blues Standards und Eigenkompositionen. 2007 folgte ine dritte CD, „Excited3“ mit Jazzstandards und Eigenkompositionen. 2009 nahm er die vierte CD „Four in New York“ mit Funk-Latin Eigenkompositionen auf und 2010 schließlich die CD „Strikes, Ups and Bends“ mit der Bigband Jazzarmonics. Er ist seit 2006 Mitglied dieser Band.
Hammer spielt in verschiedenen Gruppen von Duo bis Bigband (Pop, Blues, Funk und Jazz). Neben seiner Arbeit als Bandleader, Schlagzeuger und Komponist unterrichtet er an der Musikschule Kriens (Luzern). Michael Hammer war 2011/12 Pro Argovia Artist der Aargauischen Kulturstiftung.

## Diskographie
- Soskin, McCaslin, Gisler, Hammer One (TCB Records 2005, mit Kurt Weil)
- Boom2Boom (2006) mit Jimmy „B“ Biggins (ts, ss), Al Copley (pno), Eric Udel (eb), Danny Gottlieb (drs), Michael Hammer (drs)
- Excited3 (2008) mit Amin Mokdad (flute), Floriano Inacio (pno), Res Aeberhard (eb), Michael Hammer (drs)
- Four in New York (2009) mit Leonardo Genovese (keys), Gene Perla (eb), Michael Hammer (drs), Eduardo Nascimento (perc)
- Jazzarmonics Bigband Strikes, Ups and Bends (2010)